# Romar Frank
Romar Frank (Parroquia de Saint George, 28 de septiembre de 1996) es un futbolista de Granada que juega en la posición de extremo con el FC Camerhogne de la Liga de fútbol de Granada.

## Carrera

### Club
| Periodo   | Club                       |
| --------- | -------------------------- |
| 2015      | New Hampshire United       |
| 2016-2017 | Combined Northerners       |
| 2017      | FC Camerhogne              |
| 2018      | St. George Royal Cannons   |
| 2019-     | FC Camerhogne              |
| 2020      | All Saints United (cedido) |

### Selección nacional
Debutó con Granada en 2015; y su primer gol internacional lo anotó el 20 de julio de 2021 en la derrota por 1-3 ante Panamá en Orlando, Florida por la Copa de Oro de la Concacaf 2021, el cual fue el único gol de Granada en el torneo.